# Corioamniosite
Per corioamniosite, in campo medico, si intende un'infiammazione delle membrane fetali (amnios e corion) a causa di un'infezione batterica. Di solito deriva da batteri che ascendono nell'utero dalla vagina e che è il più delle volte associato a un travaglio prolungato. Il rischio di sviluppare corioamnionite aumenta con ogni esame vaginale eseguito nell'ultimo mese di gravidanza, anche durante il travaglio.
A tale manifestazione la medicina vuole attribuire l'eziologia delle tante piccole rotture delle membrane ma anche delle nascite prima del tempo.

## Anatomia
Il sacco amniotico si compone di due parti:
- La membrana esterna è il corion. È più vicino alla madre e supporta fisicamente l'amnion molto più sottile.
- La membrana interna è l'amnion. È in diretto contatto con il liquido amniotico, che circonda il feto.

## Sintomatologia
I sintomi e i segni clinici presentano febbre, tachicardia, sepsi, sindrome da distress respiratorio, emorragie quasi tutti ad esclusivo carico della partoriente.
Tale malattia può comportare gravi danni al bambino con sviluppo di leucomalacia periventricolare o paralisi cerebrale.

## Diagnosi

### Criteri clinici
La corionamnionite viene diagnosticata clinicamente nel contesto della febbre materna (≥38 °C) e almeno due dei seguenti:
- Leucocitosi materna (> 15 000 cellule / mm³)
- Tachicardia materna (> 100 bpm)
- Tachicardia fetale (> 160 bpm)
- Dolorabilità uterina
- Cattivo odore del liquido amniotico
- Perdite vaginali maleodoranti

Criteri di esclusione:
- Infezione respiratoria superiore materna.
- Infezione del tratto urinario materno.

### Reperti patologici
La corioamnionite può essere diagnosticata da un esame istologico delle membrane fetali.
L'infiltrazione della piastra corionica da parte dei neutrofili è diagnostica della corioamnionite lieve. La corioamnionite più grave coinvolge il tessuto sottamniotico e può avere necrosi della membrana fetale e/o formazione di ascessi.
La corioamnionite severa può essere accompagnata dalla vasculite dei vasi sanguigni ombelicali (dovuta alle cellule infiammatorie del feto) e, se molto grave, dalla funisite (infiammazione del tessuto connettivo del cordone ombelicale).

## Terapia
Il trattamento consiste nella somministrazione di antibiotici, ampicillina 2 g ogni sei ore via endovena, a cui si deve aggiungere in combinazione della gentamicina 1,5 mg/kg ogni 8 ore all'inizio e poi diminuita.
In alternativa si può usare Ampicillina-Sulbactam 3g IV ogni 5 ore, Ticarcillina-Clavulanato 3.1g IV ogni 4 ore, Cefoxitina 2g IV ogni 6 ore.
In caso di allergia alla penicillina si può utilizzare Vancomicina 1 g EV ogni 12 ore + Gentamicina 1,5 mg/kg ogni 8 ore
Tale terapia continua anche dopo che la donna abbia partorito e sino alla scomparsa della febbre. Inoltre si aggiungono antipiretici durante la fase di cura della persona.
Tuttavia, non ci sono prove sufficienti per supportare il regime antimicrobico più efficiente, iniziare il trattamento durante il periodo intrapartum è efficace che avviarlo dopo il parto; accorcia la degenza ospedaliera per la madre e il neonato. Tuttavia, il completamento del trattamento viene preso in considerazione solo dopo il parto.